# 愛と戦いの日々 ロマノフ王朝 大帝ピョートルの生涯
愛と戦いの日々 ロマノフ王朝 大帝ピョートルの生涯（あいとたたかいのひび ロマノフおうちょう たいていピョートルのしょうがい、原題: Peter the Great）は、ロシア皇帝・ピョートル1世の生涯を描いたアメリカ合衆国のテレビ映画。

## 概要
アメリカNBCで1986年2月2日から5日まで放映され、3つのプライムタイムエミー賞を受賞するなど高い評価を得た。日本では1989年10月2日から5日までNHK総合テレビで放映された。

## あらすじ
西暦1682年、モスクワで銃兵隊（ストレリツィ）の反乱が起き、彼らはクレムリン宮殿に乱入する。宮殿には先のモスクワ大公・フョードル3世の異母兄ピョートルとイヴァンがいた。ピョートルは利発な少年だったがイヴァンは病弱で知的障害もあった。この反乱は彼らの姉で摂政のソフィアが権力を掌握するべく、ピョートルを亡き者にしてイヴァンを傀儡にするために仕組んだものだった。ピョートルは危うい所を宮殿の下働きアレクサンドル・メンシコフに救われ、反乱はピョートルを支持するロモダノフスキー大公らによりソフィアと妥協が成立、ピョートルとイヴァンが共同ツァーリとして即位することになる。ピョートルは母とともに郊外のプレオブラジェンスコエに移り独自の宮廷と私的な軍を組織、命の恩人メンシコフを側近に研鑽を積んでいく。7年後の1689年、成長したピョートルは外国人居留地で知り合ったパトリック・ゴードン将軍を軍事顧問に迎え更に地歩を固めていく。一方ソフィアは愛人のゴリーツィン公と共に実権を握っていたが、クリミア遠征に失敗してオスマン帝国にアゾフを攻略され、窮地に陥っていた。敗戦をひた隠しにするソフィアとゴリーツィンだったが事実をピョートルに暴露され、臣下の期待はピョートルに集まっていた。劣勢を挽回すべくピョートル暗殺を企てるソフィアだったが、ピョートルの反撃でゴリーツィンと共に失脚する。実権を掌握したピョートルは親政を開始、ロシアを西欧に対抗できる大国にすべく、様々な改革を行っていく。

## キャスト
- ピョートル1世（ツァーリ、後のロシア皇帝）- マクシミリアン・シェル、青年時代ヤン・ニクラス（英語版）（津嘉山正種）
- ソフィア（摂政、ピョートルの姉）- ヴァネッサ・レッドグレイヴ（比島愛子）
- エフドキア（ピョートルの皇后）- ナタリア・アンドレイチェンコ（弥永和子）
- ナタリア（ピョートルの母）- リリー・パルマー（竹口安芸子）
- アレクサンドル・メンシコフ（ピョートルの側近、陸軍大尉）- ヘルムート・グリーム（青野武）
- パトリック・ゴードン将軍（ピョートルの軍事顧問）- ジェレミー・ケンプ（仁内建之）
- エカテリーナ（ピョートルの愛人、後のロシア皇帝エカテリーナ1世）- ハンナ・シグラ（藤田淑子）
- アレクシス（ピョートルの皇太子）- ボリス・プロトニコフ（田中亮一）
- アンナ（ピョートルの愛人）- レニー・ソーテンディック（横尾まり）
- ロモダノフスキー大公（ピョートル派の大貴族）- オマー・シャリフ（池田勝）
- ダニロ神父（反ピョートル派のスパイ）- ローマン・フィリポフ（笹岡繁蔵）
- エイドリアン総主教（ロシア正教の総主教）- ヤン・マルムジョー（阪脩）
- ゴリーツィン公（反ピョートル派の大貴族、ソフィアの愛人）- ジェフリー・ホワイトヘッド（家弓家正）
- ウィリアム3世（イングランド国王、オランダ総督）- ローレンス・オリヴィエ（納谷悟朗）
- フリードリヒ1世（プロイセン国王）- メル・ファーラー（中村正）
- シャルロッテ王妃 - エルケ・ソマー
- カール12世（スウェーデン国王）- クリストフ・アイヒホルン（古川登志夫）
- アイザック・ニュートン（イングランドの科学者）- トレヴァー・ハワード（宮川洋一）